# Üdinghausen-Warringhof
Üdinghausen-Warringhof ist ein Ortsteil der Stadt Melle im Landkreis Osnabrück in Niedersachsen. Der Ort bildete bis 1972 eine Gemeinde im damaligen Landkreis Melle und gehört heute zum Meller Stadtteil Gesmold.

## Geographie
Üdinghausen und Warringhof sind zwei kleine Weiler am westlichen Stadtrand von Melle. Im Westen grenzt der Ortsteil an den Bissendorfer Ortsteil Nemden. Östlich von Warringhof wird der Ortsteil in Süd-Nord-Richtung von der Hase durchflossen.

## Geschichte
Die Bauerschaften Üdinghausen und Warringhof gehörten bis zu den Napoleonischen Kriegen zum Amt Grönenberg des Hochstifts Osnabrück. Von 1807 bis 1813 gehörten sie zum Kanton Melle; zunächst im napoleonischen Satellitenstaat Königreich Westphalen und von 1811 bis 1813 unmittelbar zu Frankreich und dort zur Mairie Gesmold im Arrondissement Osnabrück des Departements der Oberen Ems. 1814 kamen Üdinghausen und Warringhof zum Königreich Hannover und bildeten dort eine Gemeinde im Amt Grönenberg. 1867 fiel Üdinghausen-Warringhof mit dem gesamten Königreich Hannover an Preußen und seit 1885 gehörte die Gemeinde zum Landkreis Melle. Innerhalb des Landkreises Melle gehörte die Gemeinde zur Samtgemeinde Gesmold. Am 1. Juli 1972 wurde Üdinghausen-Warringhof im Rahmen der Gebietsreform in Niedersachsen Teil der Stadt Melle.

## Einwohnerentwicklung
| Jahr | Einwohner | Quelle |
| ---- | --------- | ------ |
| 1871 | 315       | [ 2 ]  |
| 1910 | 281       | [ 3 ]  |
| 1939 | 264       | [ 4 ]  |
| 1950 | 438       | [ 5 ]  |
| 1961 | 314       | [ 5 ]  |
| 1970 | 321       | [ 5 ]  |

## Baudenkmale
In Warringhof sind vier Gebäude des Hofs Kemna denkmalgeschützt und in Üdinghausen eine Scheune des Hofs Lange.

## Brauchtum
Wie auch in den anderen Gesmolder Ortsteilen findet einmal im Jahr in Uedinghausen-Warringhof eine sogenannte Burstie statt; eine für alle Einwohner des Ortsteils offene Bürgerversammlung.